# Memorial de 32
O Memorial de 32 - Centro de Estudos José Celestino Bourroul foi inaugurado em 9 de julho de 2005 e fica localizado no edifício do Instituto Histórico e Geográfico de São Paulo. O local possui diversas memórias, documentos, pesquisas históricas e diversos objetos e artefatos bélicos referentes à Revolução Constitucionalista de 32.
Conhecida também como Guerra Paulista, esse movimento armado, foi organizado com o objetivo de derrubar o Governo Provisório de Getúlio Vargas e proclamar uma nova constituição, que foi ocorrer somente dois anos depois.
O centro de estudos contém ao todo 256 itens, com fuzis, armas, matracas, bomba aérea, além de 4.800 documentos históricos. O acervo do museu foi doado pela família de José Celestino Bourroul, que foi membro do Instituto Histórico e Geográfico de São Paulo e colecionador de peças relacionadas ao movimento.

## História

### Revolução Constitucionalista de 1932

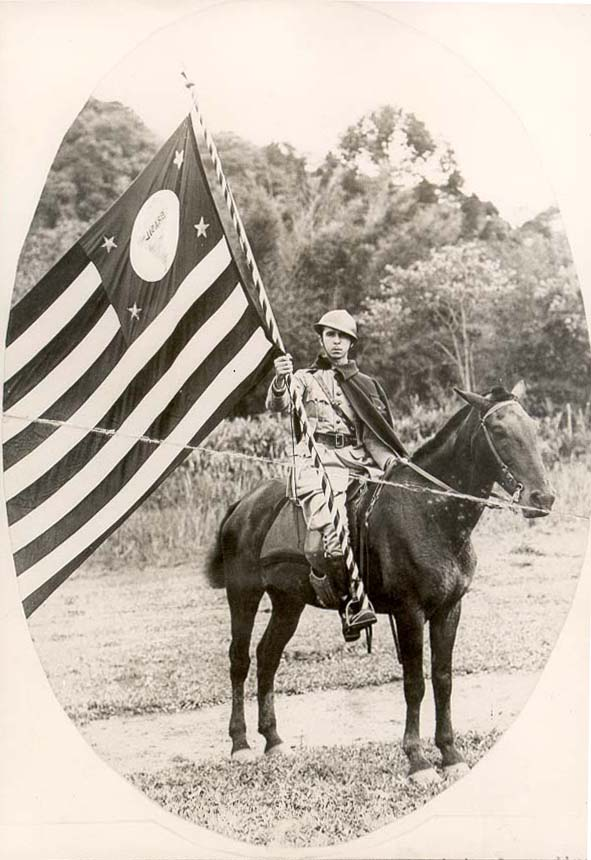
Voluntário paulista na Revolução Constitucionalista de 1932

A Revolução Constitucionalista de 1932, conhecida também como Revolução de 32 ou Guerra Paulista, ocorreu no Estado de São Paulo com o objetivo de derrubar o governo provisório de Getúlio Vargas e a solicitar uma Assembleia Constituinte.
Foi uma rebelião contrária ao novo quadro político que surgiu no país após a Revolução de 30, a qual derrubou o presidente Washington Luís e impediu a posse do paulista Júlio Prestes. Dessa forma por meio de um golpe de estado articulado com os estados da Paraíba e do Rio Grande do Sul, colocam Getúlio Vargas no poder. Como primeira medida, o novo presidente fecha o Congresso Nacional, anula a Constituição de 1891 e nomeia interventores para diversos estados. Essas medidas descontentaram as elites paulistas, já que esses grupos eram ligados ao Partido Republicano Paulista (PRP) e haviam sido derrotados pela revolução de 30, passam a trabalhar em oposição ao governo de Getúlio.
Promessas de convocação de novas eleições e a formação de uma Assembleia Nacional Constituinte para a promulgação de uma nova Constituição foram cada vez ficando de lado e assim foi surgindo o acumulo de desgosto contra o governo provisório, principalmente no estado de São Paulo. Os debates surgiram a partir do momento em que os interventores, com o predomínio tenentes, não coincidiram aos interesses dos grupos políticos locais.
Procurando contornar a situação, Vargas nomeou Pedro de Toledo para a interventoria paulista, além de ter tentado acalmar a situação apresentando um novo código eleitoral e marcando eleições para 1933. No dia 23 de maio, um grupo de estudantes da Faculdade São Francisco, que protestavam contra a intervenção de Osvaldo Aranha (representante da ditadura) no governo de Pedro Toledo, tentou invadir o clube 3 de outubro, onde se encontrava os membros da Liga Revolucionária que apoiava a ditadura.
O confronto resultou na morte dos quatro jovens que mais tarde passaram a designar a sociedade secreta MMDC - sigla das iniciais dos quatro jovens assassinados (Martins, Miragaia, Dráuzio e Camargo) -  interessada em organizar a derrubada de Vargas. Essas mortes foram a matriz que deu início no dia 9 de julho de 1932 à Revolução Constitucionalista.
Nos poucos meses de conflito, São Paulo viveu um verdadeiro esforço de guerra. Foram quase três meses de batalhas sangrentas, encerradas em 2 de outubro daquele mesmo ano, com a derrota militar dos constitucionalistas. Apesar de ter sido derrotado no campo de batalha, politicamente o movimento atingiu seus objetivos. O governo federal convocou eleições para uma Assembleia Constituinte, que promulgou a Constituição do Brasil em 1934. Foi também quando, pela primeira vez no país, as mulheres participaram do processo eleitoral.

### Patrono - José Celestino Bourroul
José Celestino Bourroul (São Paulo, 29 de março de 1923 - São Paulo, 5 de março de 2004). Filho do professor Celestino Bourroul (médico) e D. Maria da Conceição Monteiro de Barros Bourroul, aos 9 anos de idade ajudou escoteiros nas atividades auxiliares do Movimento Constitucionalista, junto à Santa Casa e à Associação das Mães Cristãs. Quando estudante, como Diretor e Presidente do Centro Acadêmico Horácio Lane, Bourroul introduziu o patrocínio dos festejos evocativos da data de 9 de Julho, construída em homenagem aos Heróis Mackenzistas, implantado no "campus" do Mackenzie, na esquina das Ruas Itambé e Maria Antônia. Posteriormente, como Presidente da Associação dos Antigos Alunos, incluiu as comemorações dessa data  no calendário da entidade. Bourroul se formou em Engenharia Civil pelo Mackenzie em 1946.
Foi sócio da Sociedade Veteranos de 32 - MMDC e a sua grande paixão foi colecionar publicações da Revolução de 1932, cujo conjunto conta com um acervo de mais de 4.000 títulos, dentre jornais, livros e documentos referentes a esse incomparável Movimento Cívico, principiado por São Paulo. Após o término do seu mandato na COHAB, o biografado praticamente encerrou a sua participação profissional, quer na área empresarial, quer na vida pública, passando a trabalhar, exclusivamente na Irmandade da Santa Cada de Misericórdia de São Paulo. Casou-se com Cárbia Sabatel Bourroul e teve dois filhos - Frederico Octávio e Alexandre Camillo.
Bourroul contribuiu com grande parte do acervo do Memorial de 32, agregando publicações, objetos utilizados na Revolução, jornais, livros e documentos e ajudando a constituir o rico material existente hoje no memorial.

## Edifício

### Instituto Histórico e Geográfico de São Paulo
O Instituto Histórico e Geográfico de São Paulo (IHGSP) foi fundado em 1° de novembro de 1894 e em 25 de janeiro de 1954, no bairro da Sé, em São Paulo,  foi inaugurado o edifício sede Ernesto Sousa Campos para abrigar o Instituto.
O IHGSP, é uma instituição científica e cultural, sendo  importante para a pesquisa e divulgação das produções nas áreas de história e geografia paulistas.
“A história de São Paulo é a história do Brasil” (frase que se encontra no primeiro volume da Revista do Instituto Histórico e Geográfico de São Paulo (IHGSP) e resume bem o pensamento e conhecimento produzidos nesta instituição).
Sem fins lucrativos, o Instituto promove cursos e sessões abertas ao público, publica uma revista cultural que leva o próprio nome do instituto e possui um rico acervo, aberto ao público e a pesquisadores.
O edifício conta com salas de exposições para um maior conhecimento histórico da população. Algumas temáticas como cultura indígena, obras do Belmonte e trilhas paulistas são abordadas no Instituto, além claro, de uma sala reservada para apresentar os materiais da Revolução Constitucionalista de 1932.

## Acervo
O acervo do Memorial de 32 teve origem em uma coleção particular reunida pelo engenheiro José Celestino Bourroul e reúne 256 peças da Revolução, como vestimentas, documentos históricos, quadros, armamentos, medalhas, pinturas e fotografias, além de uma rica biblioteca que contém um vasto volume de livros e periódicos.[carece de fontes?]
As publicações do acervo nos ajudam a entender a história brasileira desde a colonização, além de nos aproximar de biografias e perfis importantes da Revolução Constitucionalista e nos fazer emergir nessa batalha sangrenta. 

### Artefatos bélicos
Foram realizados verdadeiras técnicas, produzindo munições, canhões pesados e leves, granadas de mão e de fuzil, máscaras antigases, lança-chamas, capacetes, cartuchos e bombas aéreas. Foram blindados trens, automóveis, e montados canhões pesados sobre vias férreas. Uma técnica bem curiosa que os paulistas utilizaram foram as matracas. Durante dois meses, mineiros e cariocas foram enganados, pois o objeto feito de madeira e aço fazia barulho de tiro, mas não cumpriam com essa função, elas apenas assustavam e despistavam os inimigos.[carece de fontes?]

### Vestimentas
Entre as vestimentas, o memorial reúne indumentárias militares e apetrechos de campanha, poncho de lã pertencente a um soldado voluntário, equipamento da cavalaria ( que prestou importantes serviços para o exército constitucionalista), máscaras contra gases usada na Primeira Guerra de 1914 e que serviu de modelo para fabricação de outras máscaras durante o Movimento Constitucionalista de 32 e capacetes de aço do exército.

### Documentos
O acervo carrega um rico e vasto volume de documentos que fazem referência a Revolução de 32. Entre alguns deles, destaca-se um livro de serviços de publicidade da imprensa nacional da época (boletim de informações), um manual de campanha do voluntário constitucionalista e outro de uso dos armamentos. Também possui a ficha de saúde de alguns soldados, diagrama de tiro de verificação de fuzil, instruções para lançamento de granada, mensagens de perfis importantes da revolução, poemas, dentre outros documentos relevantes para o entendimento da história da revolução.

### Medalhas
Entre as medalhas conquistadas no período da Revolução, a principal é a Medalha da Constituição concebida para o Instituto Histórico e Geográfico de São Paulo pelos serviços prestados á Revolução Constitucionalista de 32. Algumas outras importantes medalhas também são apresentadas no memorial, como a Medalha “M. M. D. C”, dedicada a alguns perfis importantes que participaram do Movimento Constitucionalista e que também são homenageados em placas comemorativas.

### Objetos
Alguns objetos curiosos são expostos no memorial, como um mapa que assinala os locais de confronto entre as forças legalistas e constitucionais, uma bandeira paulista encontrada durante as manifestações populares, um disco de vinil da época, dentre outros.

### Biblioteca José Celestino Bourroul
A Biblioteca José Celestino Bourroul conta com mais de quatro mil volumes de livros e 150 mil títulos de periódicos, todos voltados para o estudo e entendimento da Revolução Constitucionalista de 1932. Ao longo do tempo, a coleção foi ampliada pelo patrono José Celestino Bourroul, um dos divulgadores da causa constitucionalista, e que contribuiu para a formação de grande parte do acervo.
O acervo contém vastas publicações históricas do Brasil, desde a colonização até os dias atuais, destacando biografias de personagens importantes que deixaram uma marca na história nacional. Abrange obras de grandes autores nacionais como Ruy Barbosa, Hebert Balbus e Oliveira Vianna.
O conteúdo da Biblioteca é completo, trazendo a público todas as informações e curiosidades sobre a Revolução Constitucionalista de 32, inclusive trabalhos ainda não publicados, álbuns forjados para campanha e recortes de jornais da época.

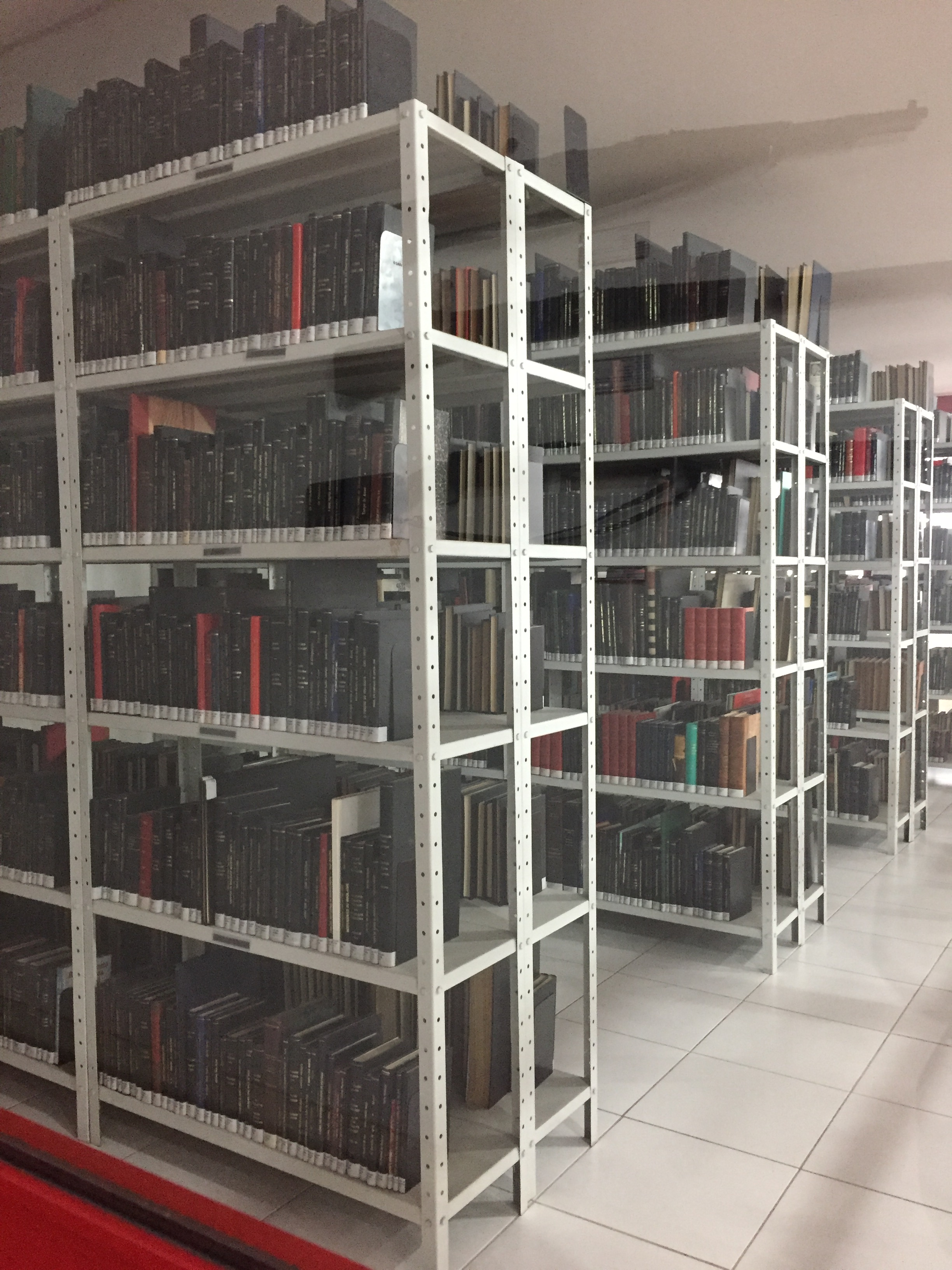
Livros da Biblioteca Constitucionalista

As obras do acervo estão disponíveis para consulta no próprio local, não sendo permitida a retirada para empréstimo ou reprodução (art.2°).

## Galeria

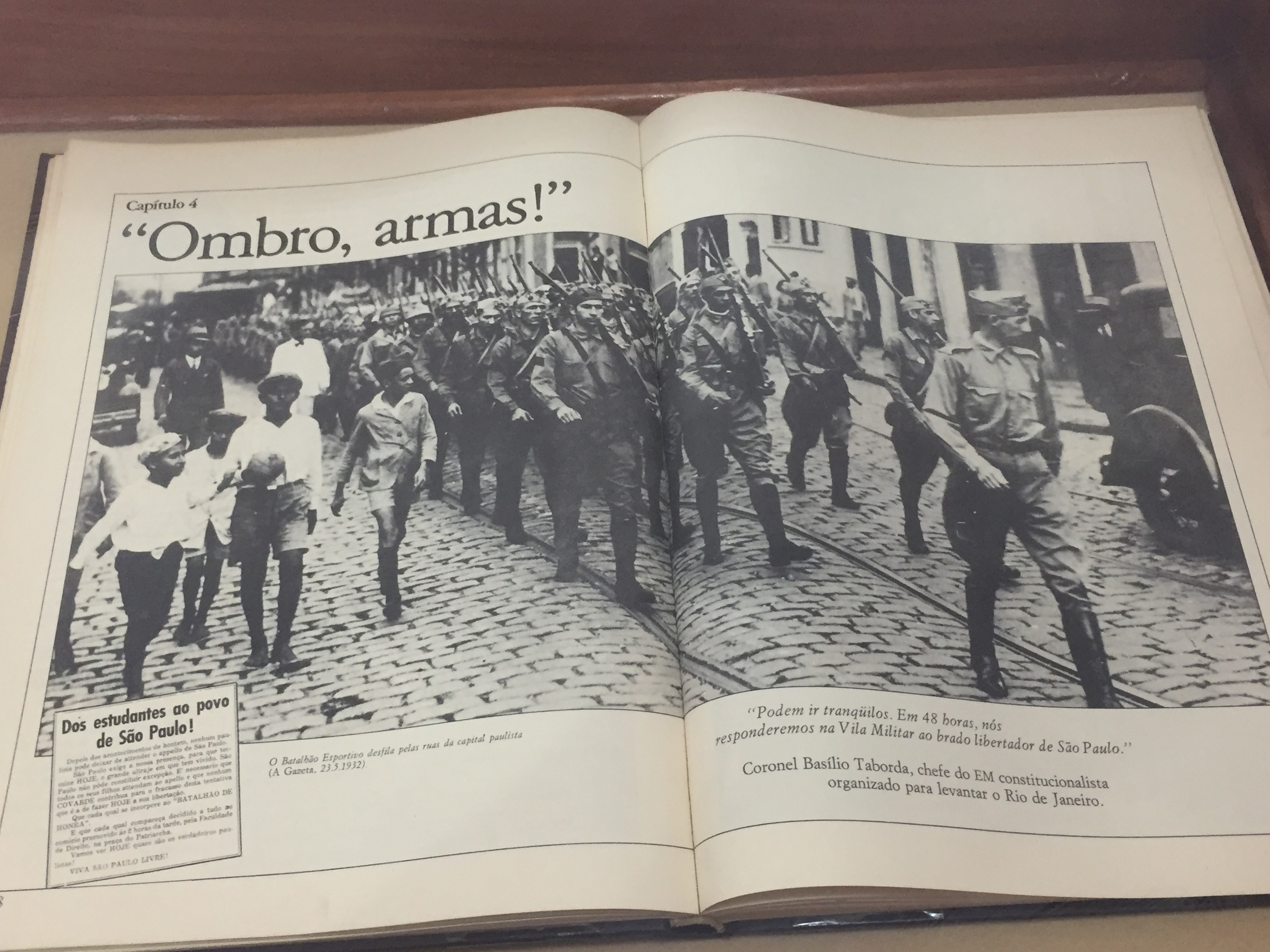
Documento do Batalhão Esportivo
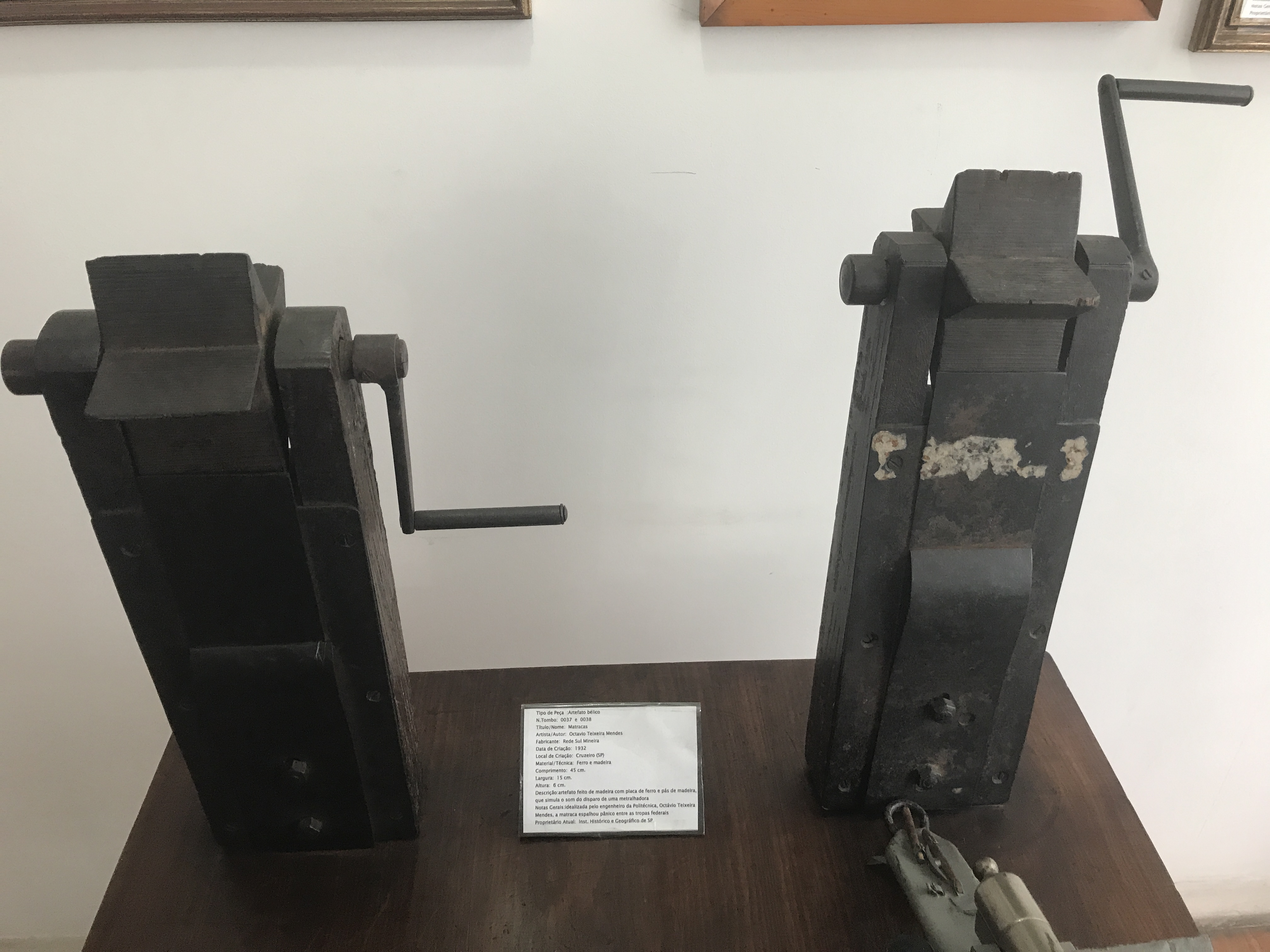
Matracas
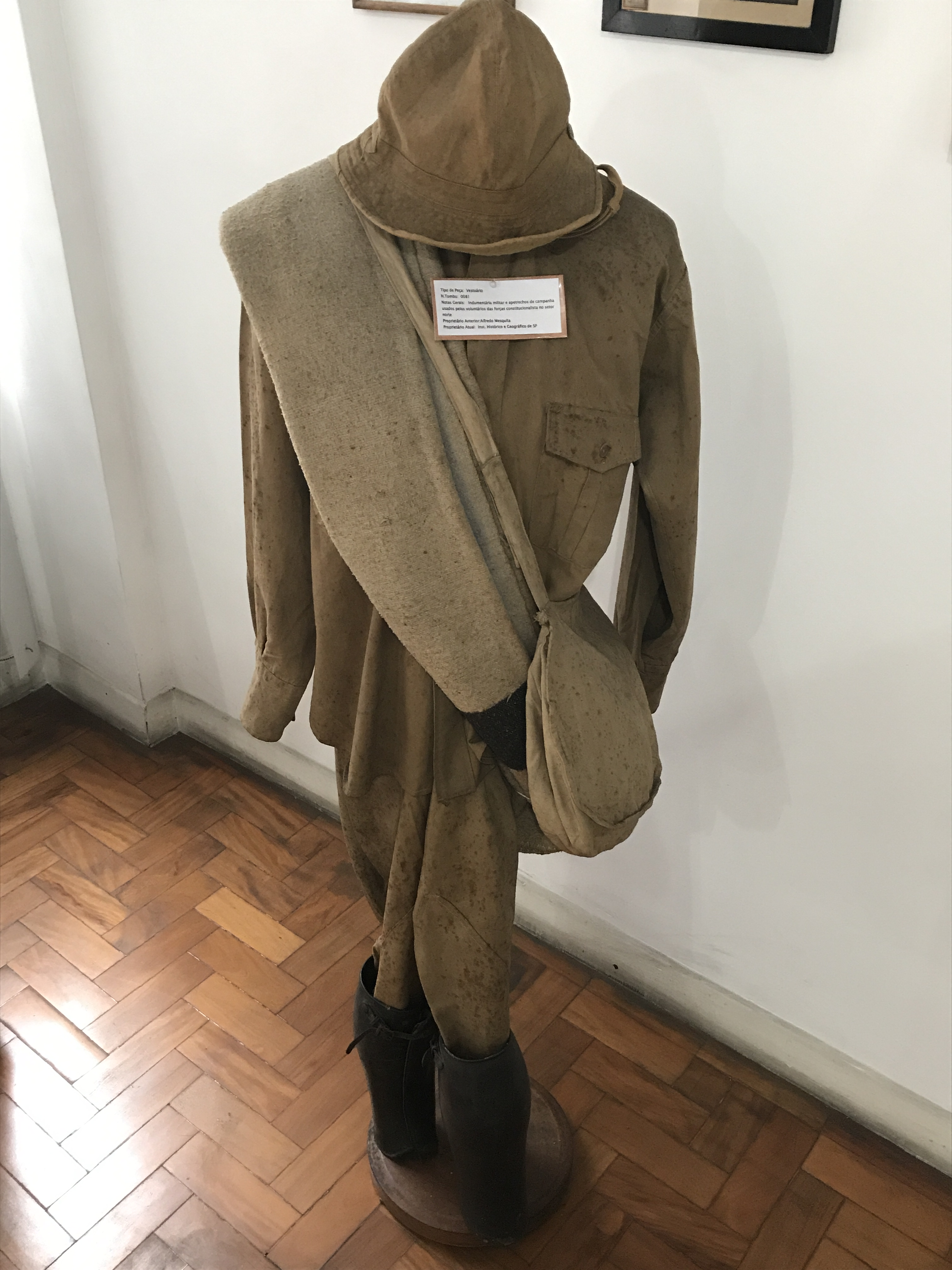
Vestuário militar
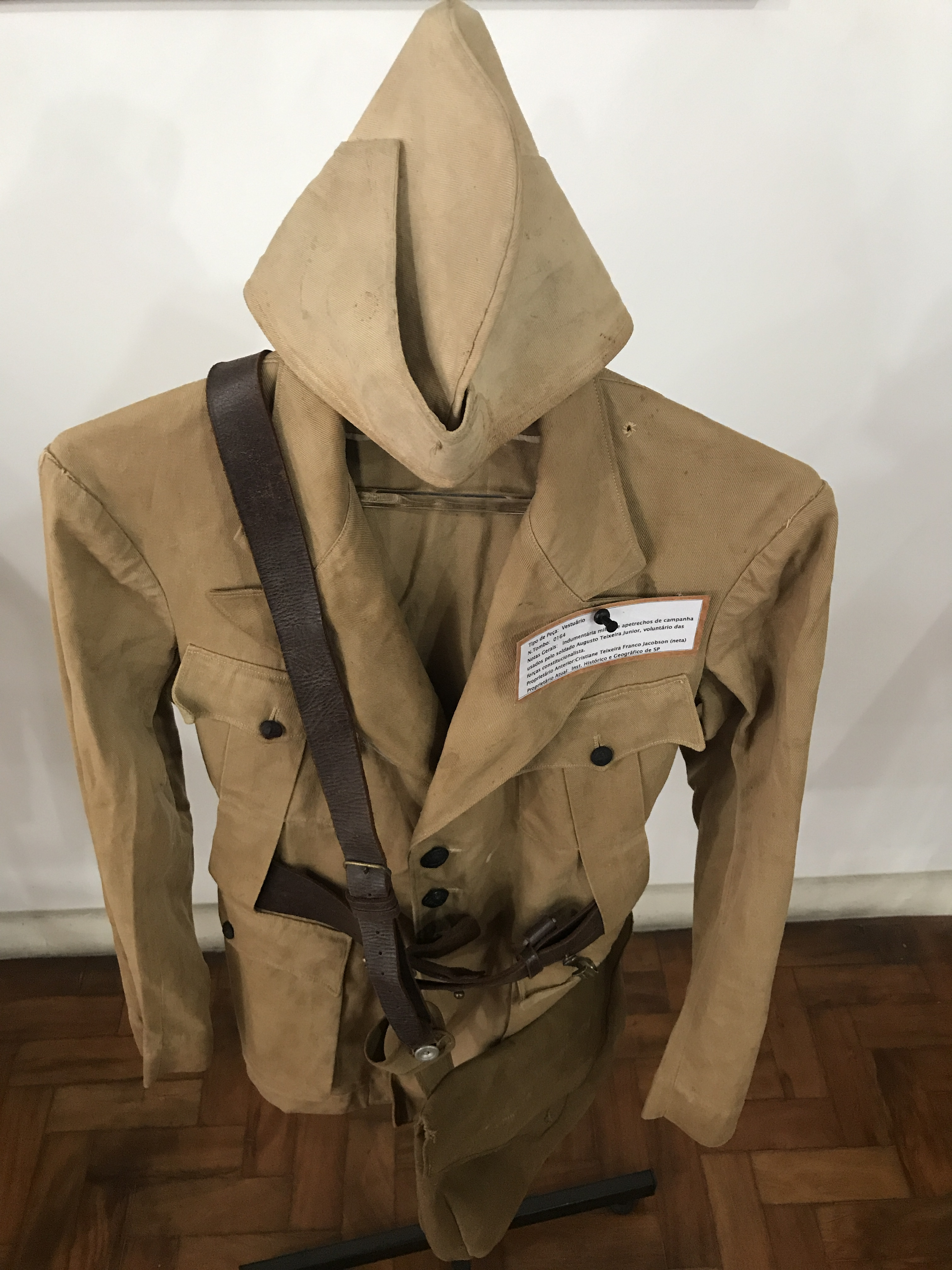
Indumentária militar
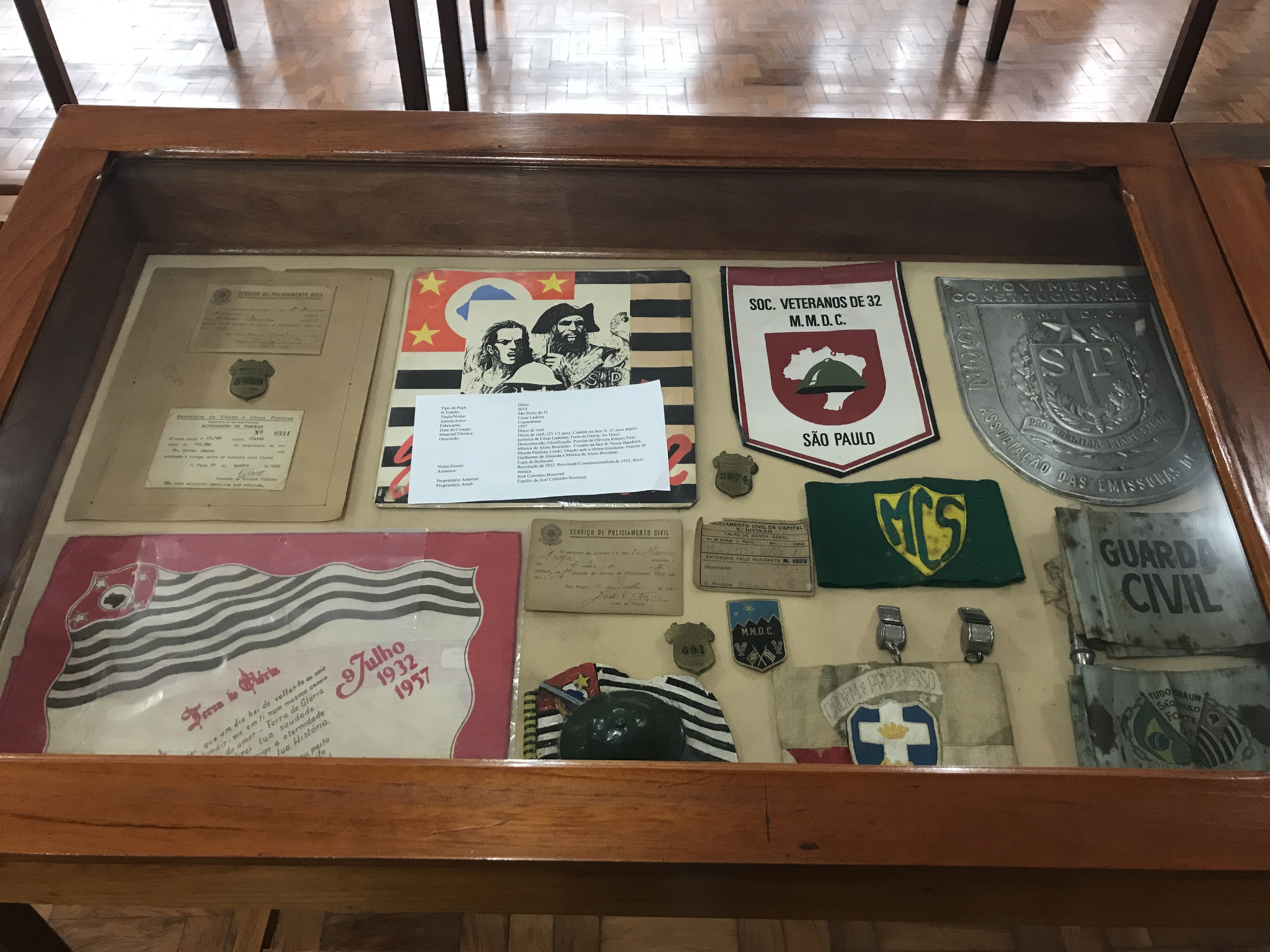
Registros da Revolução de 32
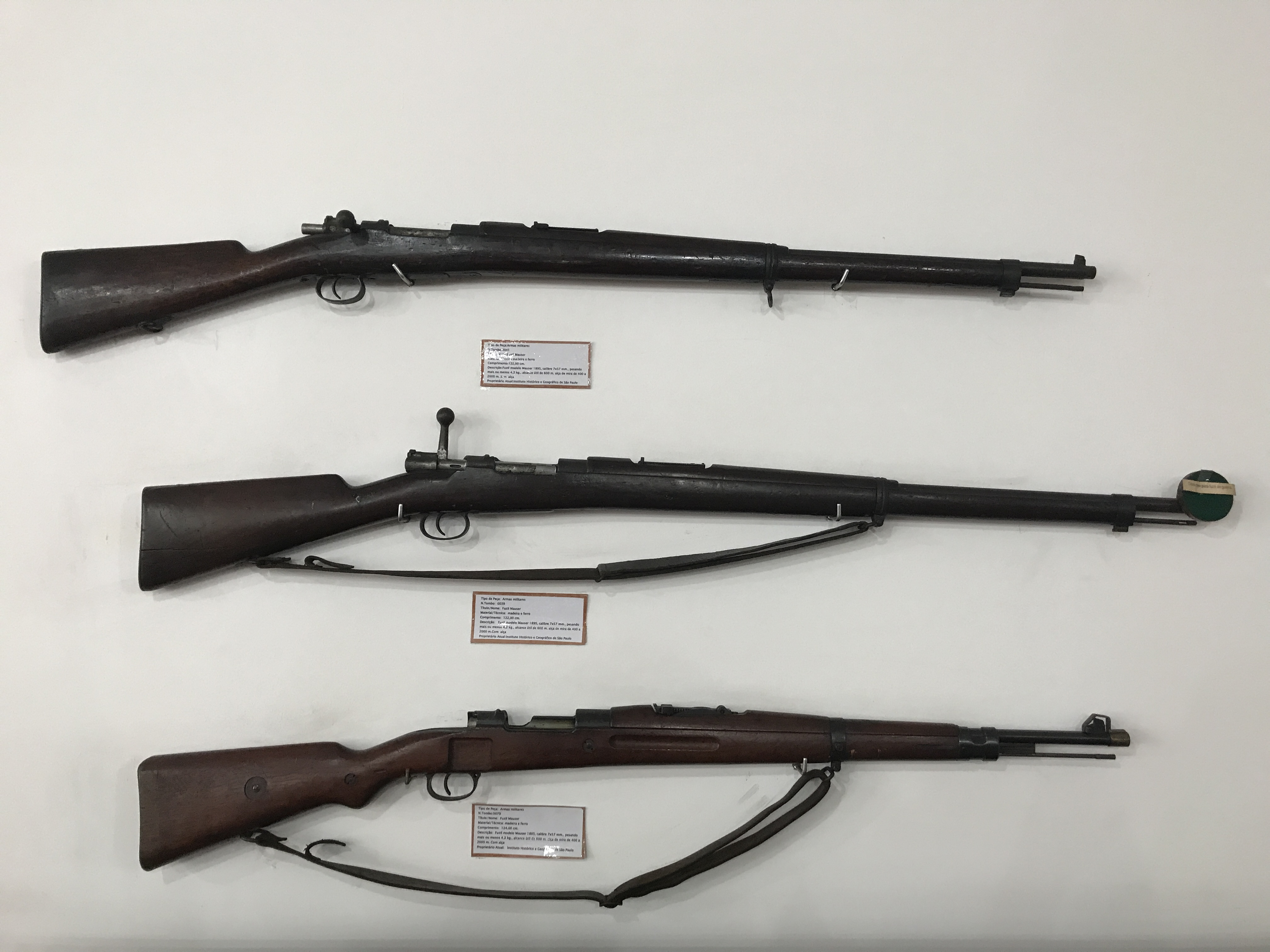
Fuzis Mauser 1895 calibre 7x57mm
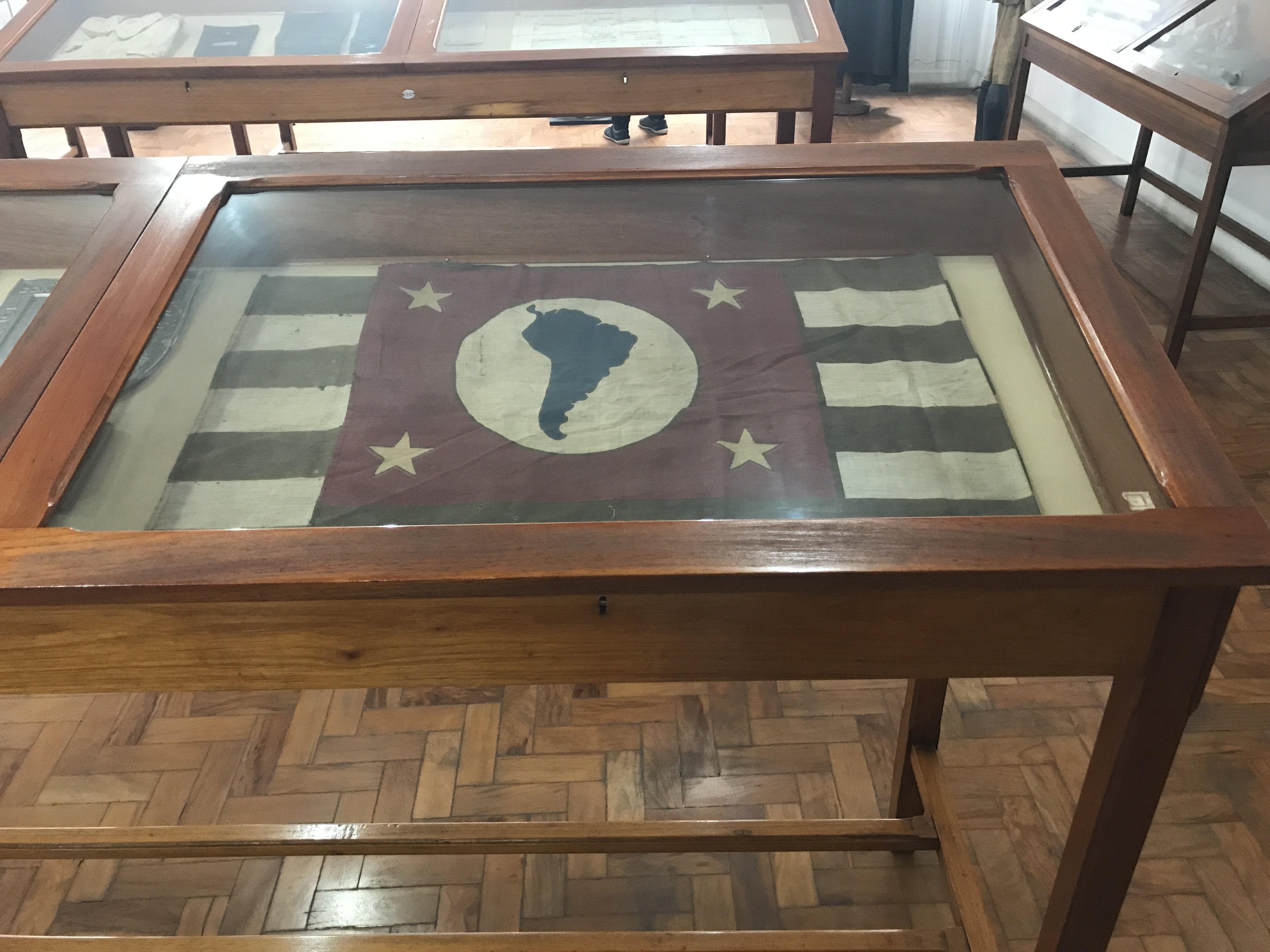
Bandeira Paulista
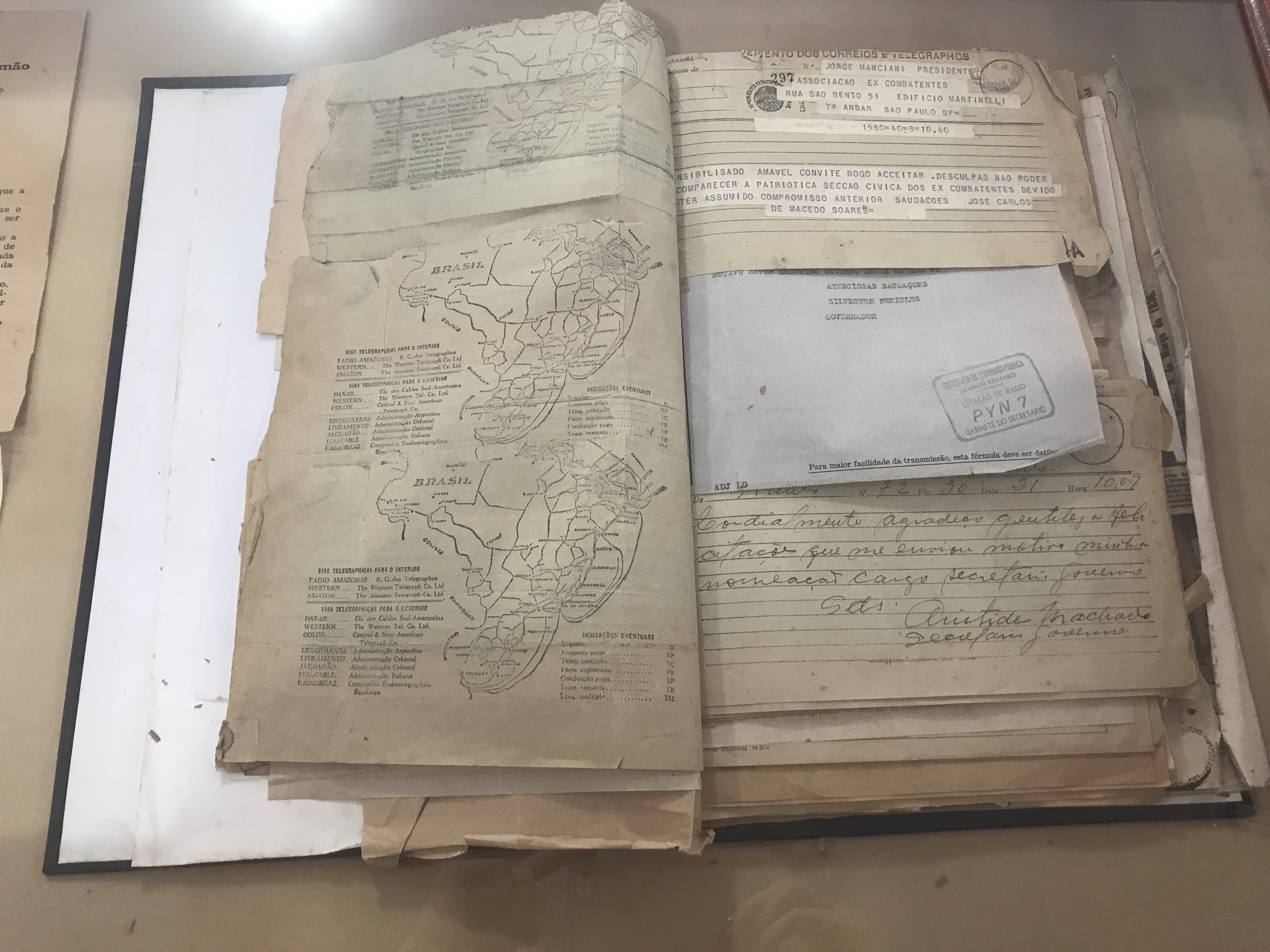
Documentos históricos
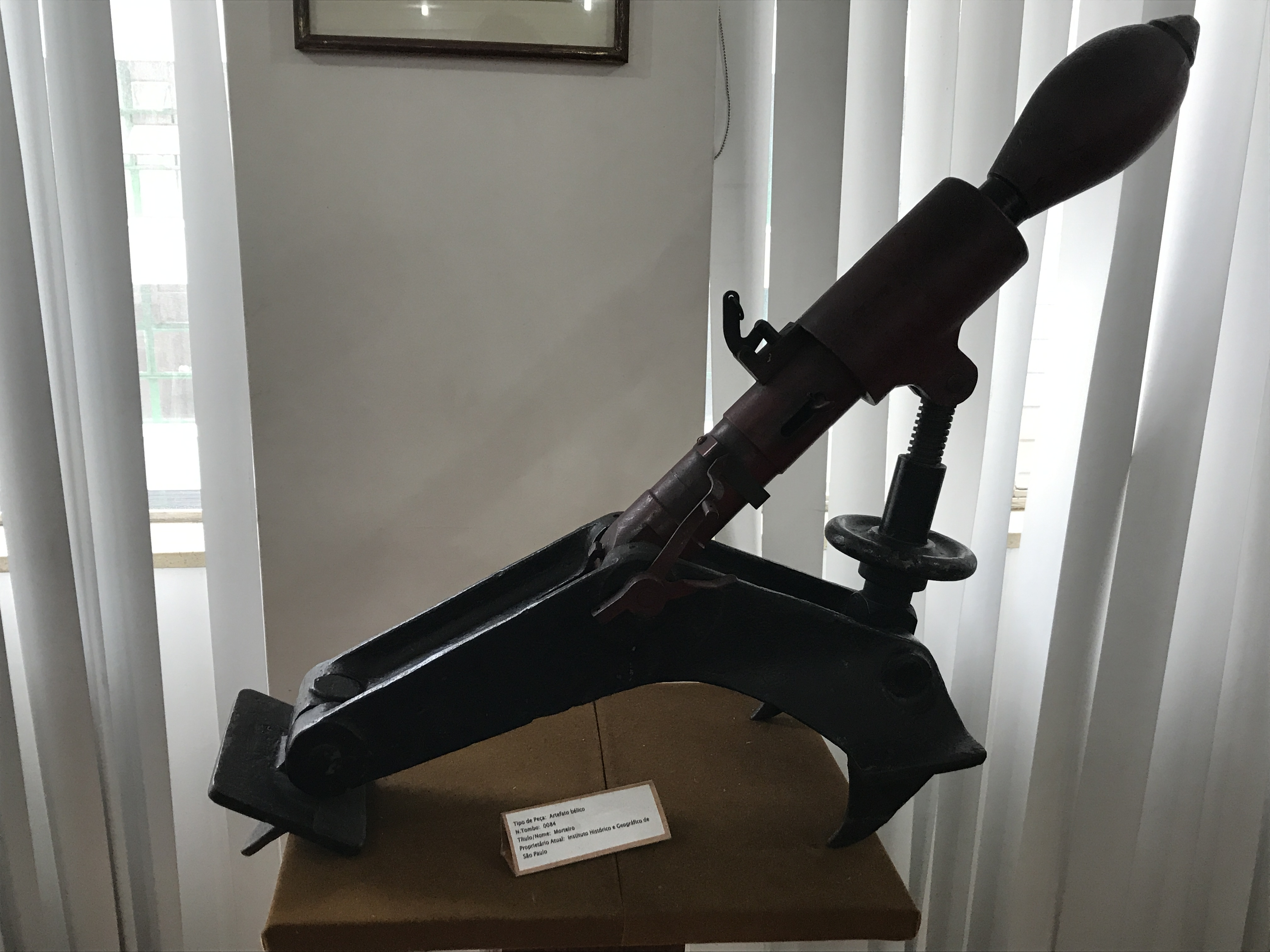
Morteiro compacto lançador de granadas.
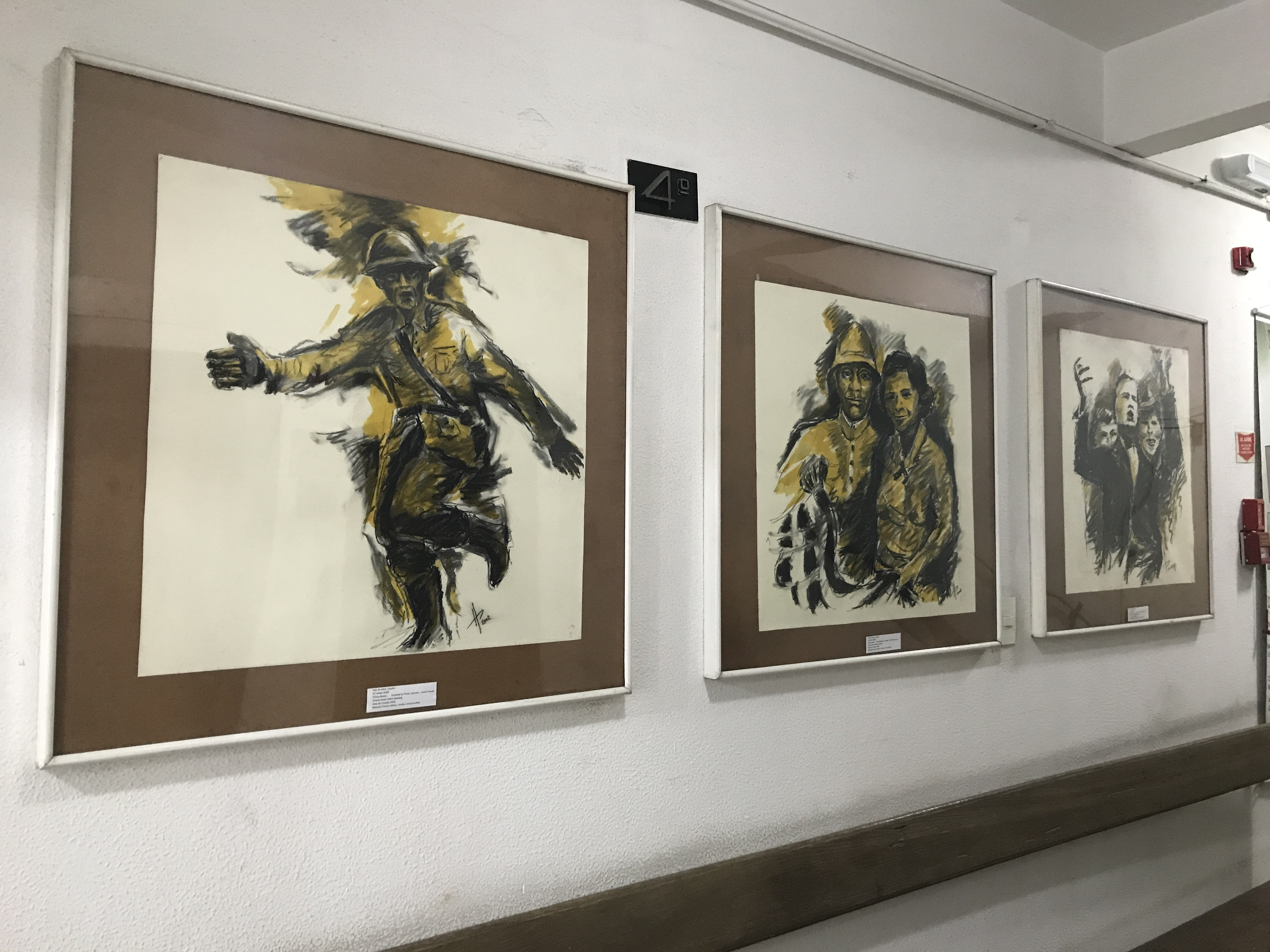
Quadros constitucionalistas
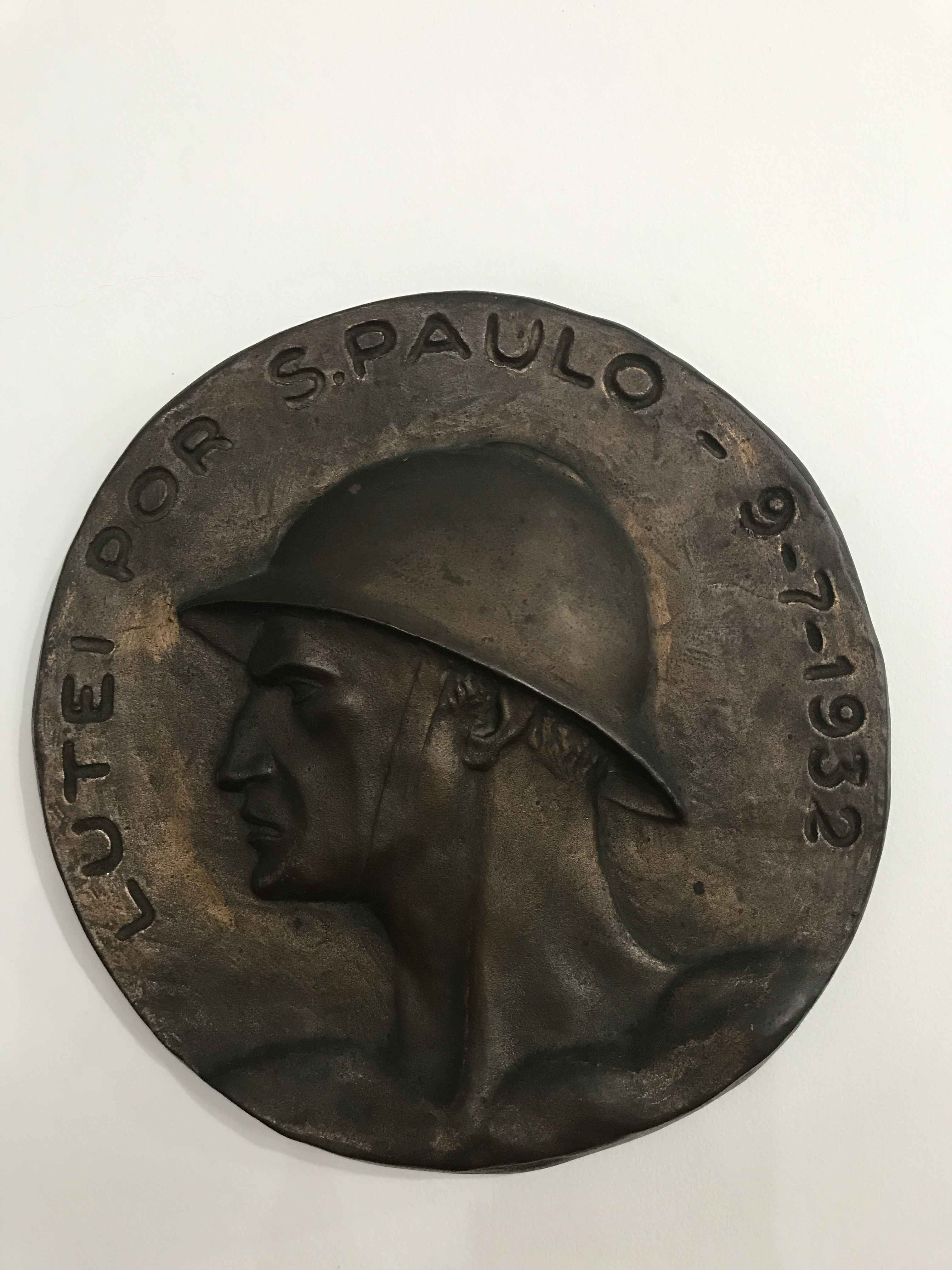
Perfil do soldado constitucionalista
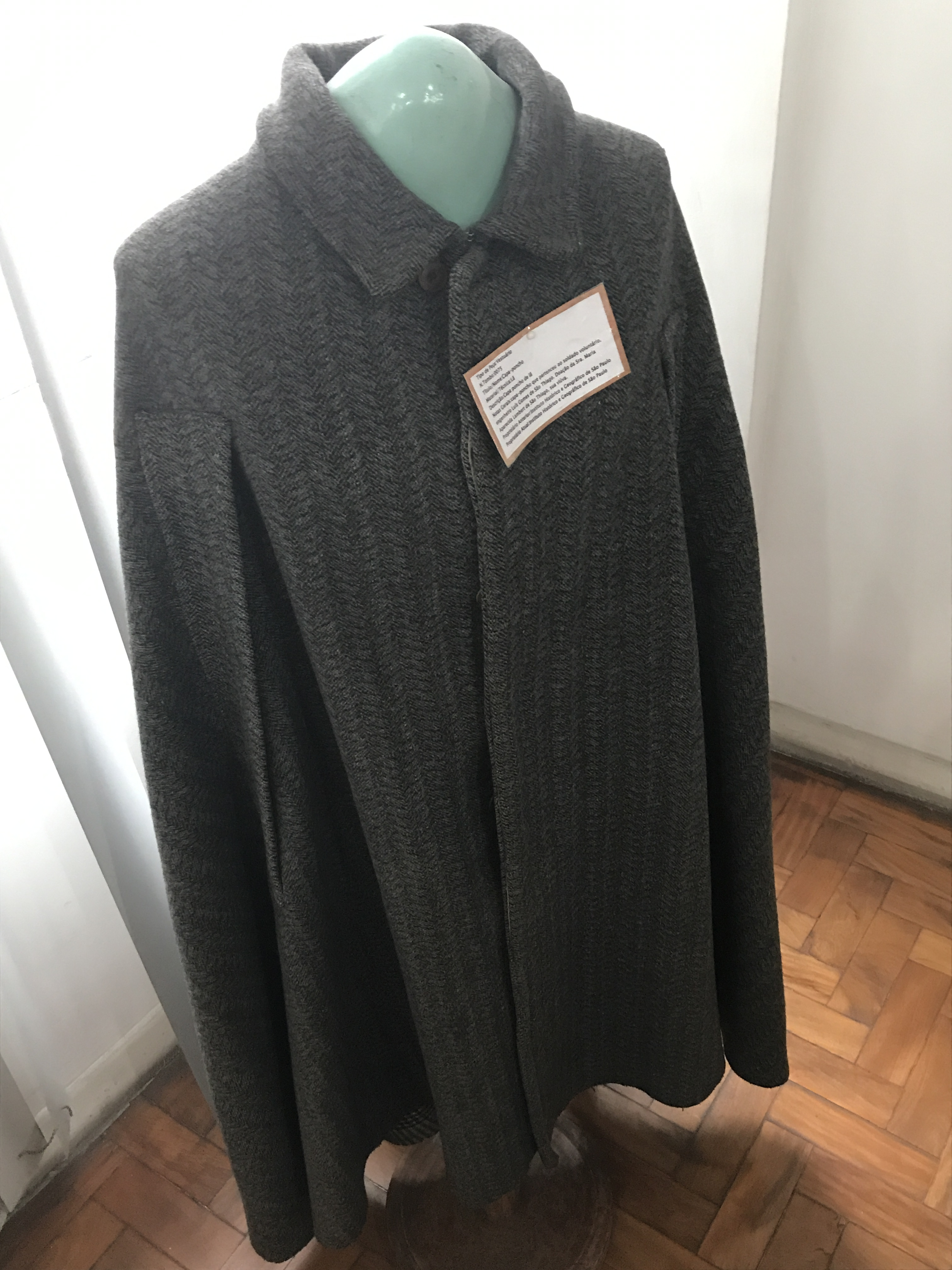
Capa-poncho